# (37179) 2000 WW45
2000 WW45 (asteroide 37179) é um asteroide da cintura principal. Possui uma excentricidade de 0.06115480 e uma inclinação de 4.20646º.
Este asteroide foi descoberto no dia 21 de novembro de 2000 por LINEAR em Socorro.